# Vïtalïý Artemov
Vïtalïý Pavlovïç Artemov (in kazako Виталий Павлович Артемов?, in russo Виталий Павлович Артёмов?, Vitalij Pavlovič Artëmov; 16 febbraio 1979 – 25 novembre 2016) è stato un calciatore kazako, di ruolo difensore.